# ألفرد يورغن براين
ألفرد يورغن براين (بالنرويجية البوكمول: Alfred J. Bryn)‏ هو مهندس نرويجي، ولد في 29 مايو 1862 في تروندهايم في النرويج، وتوفي في 3 أغسطس 1937 في أوسلو في النرويج.